# 拉孔波特
拉孔波特（法語：La Compôte，法語發音：[la kɔ̃pot]）是法国萨瓦省的一个市镇，属于尚贝里区。

## 地理
拉孔波特（45°40'14"N, 6°9'40"E）面积7.57 平方千米，位于法国奥弗涅-罗讷-阿尔卑斯大区萨瓦省，该省份为法国东部省份，历史上为薩伏依的一部分，北起上萨瓦省，西接伊泽尔省和安省，南部和东部与上阿尔卑斯省和意大利接壤。
与拉孔波特接壤的市镇（或旧市镇、城区）包括：旧阿永、勒沙特拉尔、埃科勒、雅尔西。

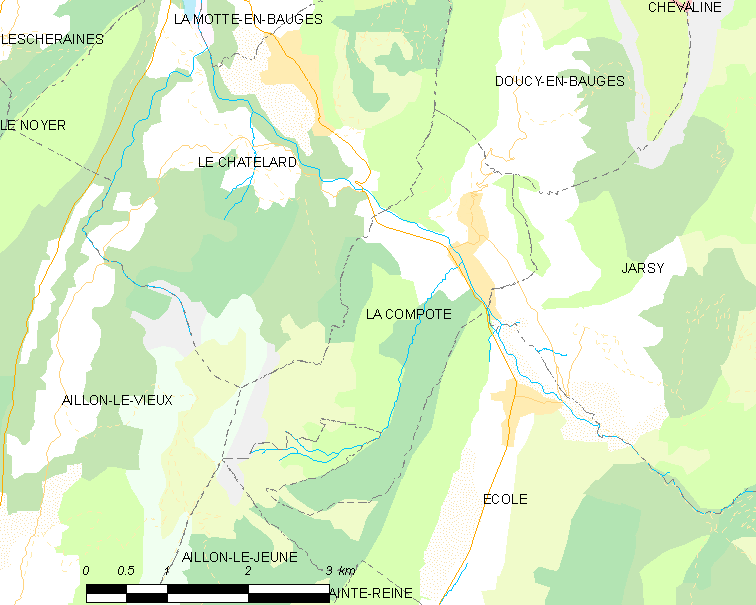
拉孔波特的OSM定位图

拉孔波特的时区为UTC+01:00、UTC+02:00（夏令时）。

## 行政
拉孔波特的邮政编码为73630，INSEE市镇编码为73090。

## 政治
拉孔波特所属的省级选区为圣阿尔邦莱斯县。

## 人口

1962-2008年间拉孔波特人口变化图示

拉孔波特于2022年1月1日时的人口数量为266人。